# Alberico Evani
Alberico Evani (né le 1er janvier 1963 à Massa, dans la Province de Massa-Carrara en Toscane) est un footballeur italien.

## Biographie

### En club
Alberico Evani évolue pendant 13 saisons avec le Milan AC et pendant trois saisons avec l'UC Sampdoria.
Il dispute au cours de sa carrière plus de 350 matchs en Serie A. Il inscrit 16 buts dans ce championnat.
Au sein des compétitions européennes, il joue 24 matchs en Ligue des champions (un but), six en Coupe de l'UEFA, et huit en Coupe des coupes, et enfin quatre en Supercoupe d'Europe (deux buts). Il remporte avec le Milan AC deux Coupe d'Europe des clubs champions. Il dispute la finale face au Benfica Lisbonne en 1990, mais en revanche ne prend pas part à celle de 1989.

### En équipe nationale
Avec la sélection olympique, il participe aux Jeux olympiques d'été de 1988 organisés à Séoul. Lors du tournoi olympique, il joue quatre matchs, inscrivant un but contre le Guatemala. L'Italie s'incline en demi-finale face à l'URSS après prolongation.
Alberico Evani compte 15 sélections en équipe d'Italie entre 1991 et 1994, sans inscrire de but.
Il joue son premier match en équipe nationale le 21 décembre 1991, contre Chypre. Ce match gagné 2-0 à Foggia rentre dans le cadre des éliminatoires de l'Euro 1992.
Retenu par le sélectionneur Arrigo Sacchi afin de participer à la Coupe du monde 1994 organisée aux États-Unis, il joue deux matchs lors de cette compétition : contre l'Irlande en phase de groupe, puis lors de la finale perdue aux tirs au but contre le Brésil.
Il reçoit sa dernière sélection le 8 octobre 1994, contre l'Estonie. Ce match remporté 0-2 à Tallinn rentre dans le cadre des éliminatoires de l'Euro 1996.

## Palmarès

### En club
- avec l'AC Milan :
  - Vainqueur de la Coupe d'Europe des clubs champions en 1989 et en 1990
  - Vainqueur de la Coupe Intercontinentale en 1989 et en 1990
  - Vainqueur de la Supercoupe d'Europe en 1989 et en  1990
  - Champion d'Italie en 1988, 1992 et 1993
  - Vice-champion d'Italie en 1990 et 1991
  - Champion d'Italie de Serie B en 1981 et 1983
  - Vainqueur de la Supercoupe d'Italie en 1988, 1992 et 1993
  - Finaliste de la Coupe d'Italie en 1985 et 1990

- avec la Sampdoria
  - Vainqueur de la Coupe d'Italie en 1994 avec la Sampdoria

### En équipe nationale
- Finaliste de la Coupe du monde 1994 avec l'équipe d'Italie